# Menia Martinez
Menia Martínez est une danseuse cubaine née à La Havane le 27 septembre 1938.
Après avoir étudié avec Fernando Alonso et José Parés, elle danse avec Alicia Alonso de 1952 à 1955 puis poursuit ses études à Moscou et Leningrad. Elle apparaît comme danseuse invitée au Bolchoï et au Kirov
Ballerine du Ballet nacional de Cuba de 1960 à 1969, elle danse ensuite avec Maurice Béjart, est répétitrice au Ballet du XXe siècle (1969-1973) puis est engagée au Ballet royal de Wallonie où elle sera assistante et répétitrice jusqu'à la mort de son mari Jorge Lefebre, en 1990.
Elle continue à enseigner dans quelques compagnies et écoles de danse à Bruxelles, et à Madrid sous la direction de Víctor Ullate.